# Szilárd Szabad

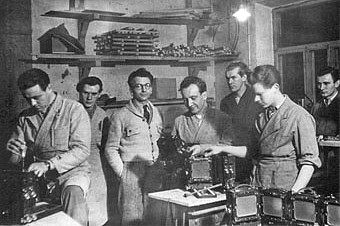
Szabad (med glasögon) och medarbetare i verkstaden på Malmskillnadsgatan, 1950-tal.

Szilárd Szabad, född 29 september 1907 i Zilah/ Zillenmarkt, norra Transsylvanien, Ungern (idag Zalău, Rumänien), död 20 februari 1994 i Bäckaskog, Vansbro, var en ungersk-svensk ingenjör. Han blev känd för den efter honom uppkallade Szabad-kameran.
Szilárd Szabads far var möbelsnickare, och själv utbildade han sig till modellsnickare. 1936 bestämde sig Szabad för att resa till Belgien. Han hade lärt sig esperanto och i Belgien träffade han en svensk esperantist som berättade om  aftonskolan Stockholms Tekniska Institut (STI). Szabad flyttade till Stockholm för att läsa vid STI. Han ville bli flygtekniker. Efter fyra års kvällsstudier tappade han, delvis på grund av  det pågående andra världskriget, intresset för flygindustrin och satte upp en verkstad för tillverkning av gjutmodeller vid Malmskillnadsgatan. Snart började han reparera och tillverka fotokassetter för ateljékameror. En av kunderna var Hasselblads Fotografiska AB. 
Uppmuntrad av ledande studiofotografer i Stockholm, bland dem den kände Herman Bergne, som önskade sig en mera flexibel kamera, började Szabad 1945 tillverka en serie om 50 kameror för storformat (12×16,5 cm bladnegativ). Kamerans konstruktion förbättrades ständigt genom tät kontakt med fotografer. Mellan 1945 och 1962 tillverkades cirka 1500 Szabadkameror som gick på export till bland annat Norge och Finland, samt i slutet av 1950-talet även till USA, då med negativformaten 4×5" och 5×7".  Szabad tillverkade även studiostativ, och denna produktion kom att bli av allt större omfattning när efterfrågan på storformatskameror i trä började minska i början av 1960-talet.